# 島根県道267号海潮宍道線
島根県道267号海潮宍道線（しまねけんどう267ごう うしおしんじせん）は、島根県雲南市から松江市に至る一般県道である。

## 概要
雲南市大東町須賀から松江市宍道町東来待に至る。
起点（雲南市大東町須賀）は海潮温泉から離れたところにあるが、かつてそこも大原郡海潮村（1956年（昭和31年）4月1日大原郡大東町に移行）だったことや海潮温泉がある程度知名度があることからこのような路線名称になったものと思われる。

### 路線データ
- 起点：雲南市大東町須賀（島根県道24号松江木次線交点）
- 終点：松江市宍道町東来待（東来待交差点、国道9号交点）

## 歴史
- 1958年（昭和33年）6月13日 - 島根県告示第525号により認定される。
- 1972年（昭和47年）頃 - 現行の県道番号に変更される。
- 2004年（平成16年）11月1日 - 大原郡大東町が雲南市に移行したことにより起点の地名が変更される（大原郡大東町須賀→雲南市大東町須賀）。
- 2005年（平成17年）3月31日 - 八束郡宍道町が松江市の一部になったことにより終点の地名が変更される（八束郡宍道町東来待→松江市宍道町東来待）。

## 路線状況

### 重複区間
- 島根県道25号玉湯吾妻山線（雲南市大東町遠所 - 松江市宍道町上来待）

## 地理

### 通過する自治体
- 島根県
  - 雲南市 - 松江市

### 交差する道路
| 交差する道路                          | 市町村名 | 交差する場所 | 交差する場所        |
| ------------------------------------- | -------- | ------------ | ------------------- |
| 島根県道24号松江木次線                | 雲南市   | 大東町須賀   | 起点                |
| 島根県道25号玉湯吾妻山線 重複区間起点 | 雲南市   | 大東町遠所   |                     |
| 島根県道25号玉湯吾妻山線 重複区間終点 | 松江市   | 宍道町上来待 |                     |
| 国道9号 国道54号 重複                 | 松江市   | 宍道町東来待 | 東来待交差点 / 終点 |

### 交差する鉄道
- 山陰本線

### 沿線
- 菅原天満宮 - 菅原道真の生誕地と伝えられている。
- 玉造温泉カントリークラブ
- 島根県立わかたけ学園
- 松江市立来待小学校
- 松江市役所 来待出張所
- モニュメント・ミュージアム来待ストーン
- きまち温泉
- JR西日本山陰本線 来待駅（終点付近）